# Ixora malacophylla
Ixora malacophylla är en måreväxtart som beskrevs av Emmanuel Drake del Castillo. Ixora malacophylla ingår i släktet Ixora och familjen måreväxter. Inga underarter finns listade i Catalogue of Life.